# Benedicta Boccoli

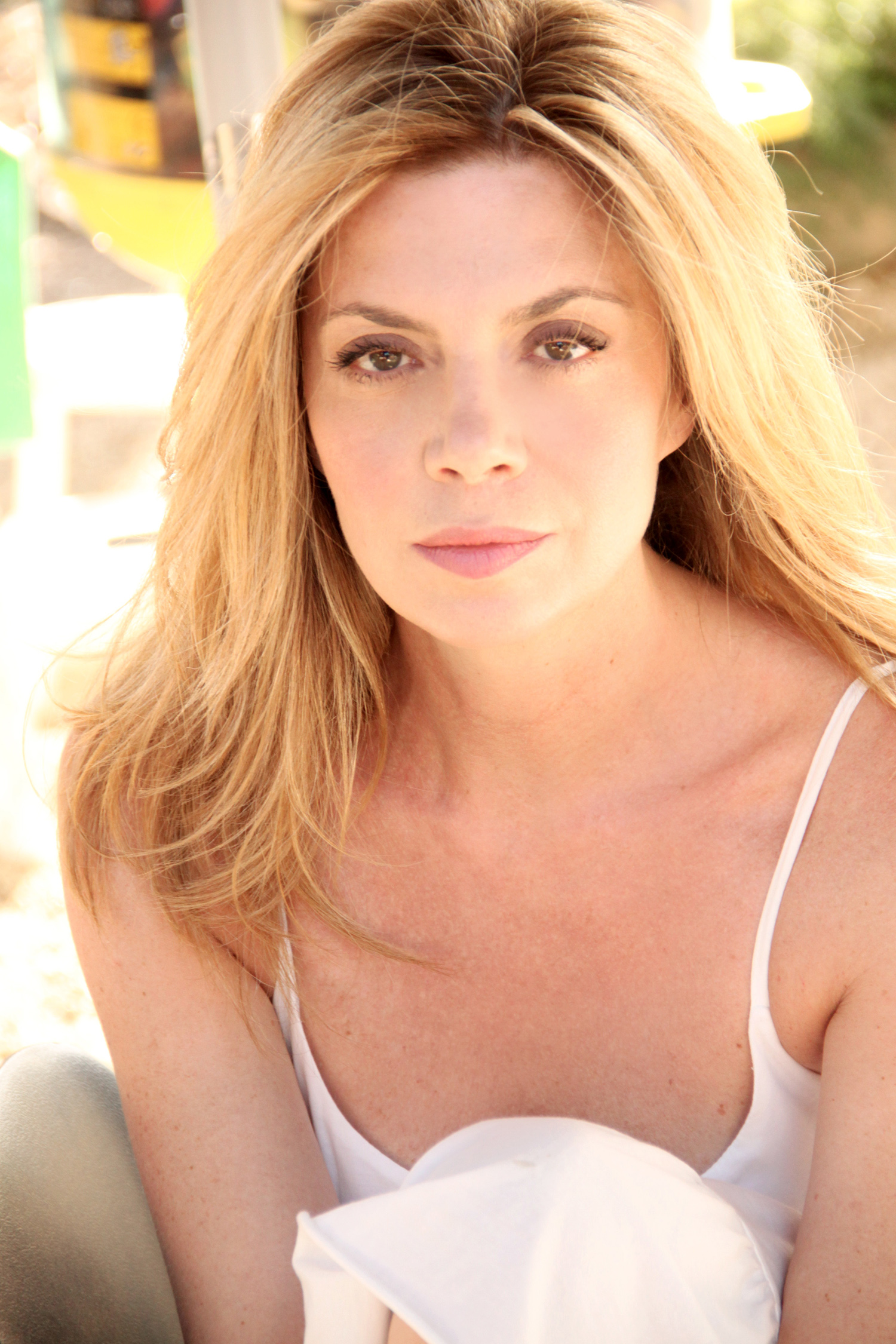
Benedicta Boccoli, 2013

Benedicta Boccoli (* 11. November 1966 in Mailand, Lombardei) ist eine italienische Schauspielerin.

## Leben
Benedicta Boccoli wurde 1966 in Mailand geboren, zog aber noch als Kind mit ihrer Familie nach Rom. Ihre jüngere Schwester Brigitta ist ebenfalls Schauspielerin. Er hat auch zwei Brüder: Barnaby und Filippo.
Im Alter von 18 Jahren hatte sie ihr Debüt im Fernsehen, wo sie durch ihre eklektische Art bekannt wurde. Im Laufe der Zeit kam sie zum Schluss, dass sie nur noch Theater spielen wollte.
Wegen ihrer hervorragenden Rolleninterpretationen wurde sie von Regisseur Giorgio Albertazzi Artistissima (Megakünstlerin) genannt. Oftmals wurde sie von der Presse mit Lob überschüttet: la Repubblica, Corriere della Sera, The Press, Time und La Gazzetta del Mezzogiorno haben ihre Arbeit als Schauspielerin mehrmals günstig bewertet.

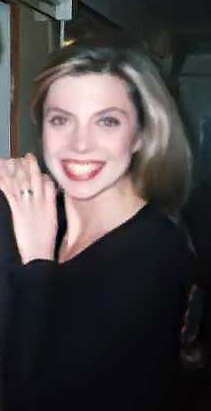
Benedicta Boccoli, San Babila Theater, Mailand, 1998

## Filmografie

### Spielfilme
- 2003: Gli angeli di Borsellino, Regie: Rocco Cesareo
- 2007: Valzer, Regie: Salvatore Maira
- 2008: Pietralata, Regie: Gianni Leacche
- 2016: Ciao Brother, Regie: Nicola Barnaba
- 2024: Colpevole, Regie: Gianni Leacche[6]

### Kurzfilm
- 2020: La confessione, (Das Geständnis), Regie: Benedicta Boccoli[7][8]
- 2023: Come un fiore, Regie: Benedicta Boccoli (zur Sensibilisierung für Brustkrebsprävention und Körperakzeptanz)[9]

### Fernsehproduktionen
- Pronto, chi gioca?, Regie: Gianni Boncompagni
- Domenica In, 1987–1990
- Viva Colombo, Il sabato sera di Rai Uno, (1991)
- Gelato al limone, mit Massimiliano Pani
- Unomattina, 1994
- Due come noi, mit Wilma De Angelis, 1997
- Incantesimo
- Reality Circus – Reality-TV, 2006/2007

## Theater
- Blithe Spirit Regie: Noël Coward, mit Ugo Pagliai und Paola Gassman, 1992/1993
- Cantando Cantando Regie: Maurizio Micheli, mit Maurizio Micheli, Aldo Ralli und Gianluca Guidi, 1994/1995
- Buonanotte Bettina, Regie: Pietro Garinei und Sandro Giovannini, 1995/1996/1997
- Can Can – Regie: Abe Burrows, 1998/1999
- Orfeo all'inferno – Regie: Jacques Offenbach, als Tersicore, 1999
- Polvere di stelle, 2000/2001/2002
- Le Pillole d'Ercole, 2002/2003/2004
- Anfitrione, 2004
- Stalker von Rebecca Gillmann, 2004
- Der Reichtum von Aristophanes, 2004
- Fiore di cactus, 2004/2005/2006

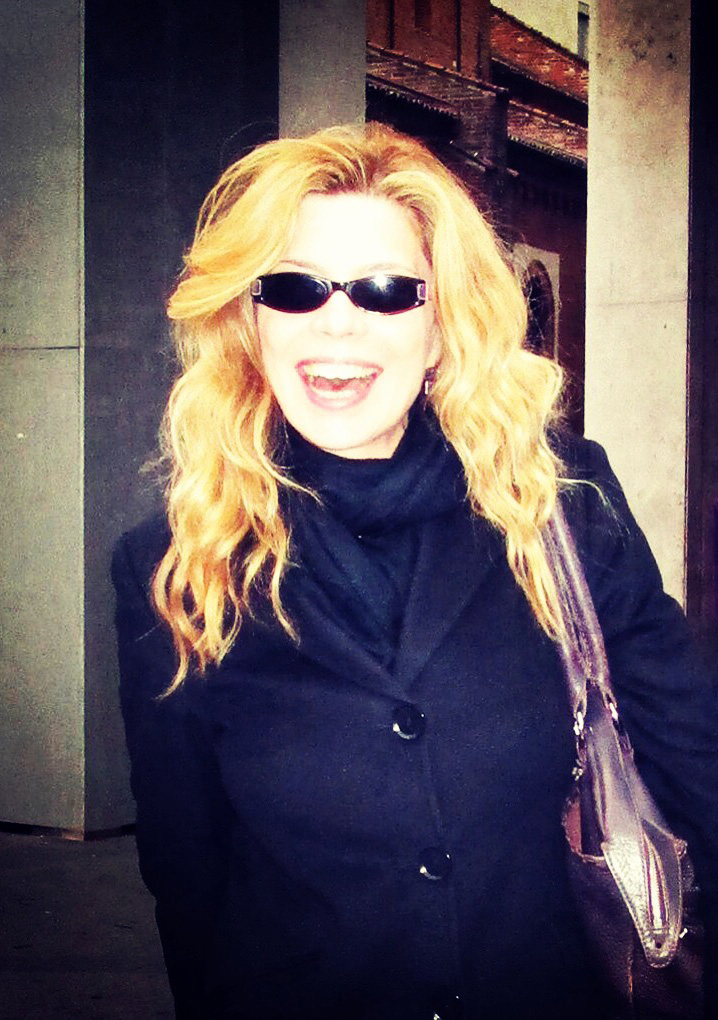
Benedicta Boccoli, San Babila Platz, Mailand, 3. Mai 2015

- Prova a farmi ridere von Alan Aykbourn, 2006
- The Tempest von William Shakespeare als Ariel, 2006
- Sunshine von William Mastrosimone, Regie: Giorgio Albertazzi, 2007/2008
- Das Appartement, von Billy Wilder, 2009–2010
- Il marito scornato (Georges Dandin), von Moliére, 2011
- Vite private, von Noël Coward, mit Corrado Tedeschi, 2012–2013
- Dis-order, von Neil LaBute, dir. Marcello Cotugno, mit Claudio Botosso, 2014
- Incubi d'Amore, von Augusto Fornari, Toni Fornari, Andrea Maia, Vincenzo Sinopoli, dir. Augusto Fornari, mit Sebastiano Somma und Morgana Forcella, 2014
- Crimes of the Heart, von Beth Henley, dir. Marco Mattolini, 2015[10]
- Zimmer mit Aussicht, von E. M. Forster, director Stefano Artissunch, 2016
- Die Kaktusblüte, von Pierre Barillet und Jean-Pierre Grédy, director Piergiorgio Piccoli und Aristide Genovese, 2016
- Il più brutto week-end della nostra vita, von Norm Foster, director Maurizio Micheli, 2017–2018
- Der Test, von Jordi Vallejo, director Roberto Ciufoli, 2019–2020[11][12]
- Su con la vita, von Maurizio Micheli, director Maurizio Micheli, 2020[13][14]
- Die lächerlichen Preziösen, Frei nach Molière, director Stefano Artissunch, 2023–2024[15]
- Donne in pericolo von Wendy MacLeod, director Enrico Maria Lamanna 2024-2025 mit Benedicta Boccoli, Vittoria Belvedere und Debora Caprioglio